# Ashley Coleman (darter)
Ashley Coleman (23 maart 1997), bijgenaamd Prince of Darkness, is een Engelse darter die uitkomt voor de Professional Darts Corporation. 

## Carrière
In januari 2024 nam Coleman deel aan PDC Q-School. Hij wist voldoende punten te sprokkelen om deel te kunnen nemen aan de eindfase, maar daarin wist hij geen Tour Card te bemachtigen.
Via de Rileys Sports Bars-qualifiers wist hij zich te kwalificeren voor de UK Open 2024. Coleman is ook actief op de PDC Challenge Tour in 2024.